# Hans Brokken
Hans Michiel Brokken (Makassar, 23 oktober 1940 − Eindhoven, 23 april 2018) was een Nederlands historicus, kunsthistoricus en archivaris.

## Biografie
Brokken was een zoon van de Nederlands-Hervormde zendingspredikant in Nederlands-Indië en predikant te Rhoon ds. Johannes Cornelis Brokken (1910-1988) en Jannie Cornelia Singeling (1912-1983). Hij studeerde af in geschiedenis aan de Rijksuniversiteit Leiden. Vervolgens werd hij archivaris bij het Rijksarchief Noord-Brabant, werd later rijksarchivaris van Zuid-Holland (in die laatste functie was hij vanaf 1979 betrokken bij de verhuizing van het rijksarchief met het Nationaal Archief naar het nieuwe complex in Den Haag), om zijn loopbaan te beëindigen als rijksarchivaris van Noord-Holland. Voorts was hij docent archiefbeheer en schreef syllabi voor archiefopleidingen. Hij promoveerde te Leiden in 1981 op een proefschrift over de Hoekse en Kabeljauwse twisten dat sindsdien als standaardwerk over dit conflict geldt. In 1989 werkte hij mee aan de beschrijving van de geschiedenis van de Algemene Rekenkamer, in 1990 aan de geschiedschrijving 150 jaar Noord-Holland en Zuid-Holland en in 1992 aan een gedenkboek over de Maatschappij tot Redding van Drenkelingen die toen 225 jaar bestond. In 1994 was hij mederedacteur van een liber amicorum voor de Haarlemse gemeente-archivaris Jaap Temminck die in dat jaar afscheid nam. In 2000 was hij mederedacteur van het boek over het geslacht Van Wassenaer dat in dat jaar zijn 800-jarig bestaan vierde. Een aantal van deze werken verscheen in de 27/28-delige Hollandse Historische Reeks (1984-1997 [2000]) waarvan hij de redacteur was.
Vanaf 2015 werkte hij met zijn echtgenote dr. Josephina Cornelia Maria (José) Brokken-Zijp (1944) aan kunsttentoonstellingen en bijbehorende catalogi; zij zijn de grondleggers van de Brokken Zijp Foundation of Art waarin hun eigen kunstcollectie is ondergebracht.
Dr. H.M. Brokken overleed in 2018 op 77-jarige leeftijd.